# Switch (quiz)
Switch is een spelprogramma dat sinds 2016 in juli en augustus wordt uitgezonden op de Belgische televisiezender VRT 1. De presentatie van de quiz was van 2016 tot begin 2022 in handen van Adriaan Van den Hoof, die hiermee zijn debuut maakte als quizmaster. Vanaf de zomer van 2022 is de presentatie in handen van Fien Germijns. Het programma wordt geproduceerd door Panenka.
Vanwege het EK voetbal en de Olympische Spelen werd de quiz in 2024 pas in augustus en september uitgezonden, na de Olympische Spelen.
Tussen 29 januari en 12 maart 2018 presenteerde Klaas van der Eerden op NPO 3 een Nederlandse versie van het programma.
Switch debuteerde in 2021 in de VS en heeft inmiddels twee seizoenen achter de rug, met meer dan 100 afleveringen.

## Concept
In Switch trachten vijf kandidaten vijf weekdagen lang om de dagelijkse prijzenpot van 1.000 euro te winnen. Elke dag strijden de kandidaten om de eerste plaats en de bijhorende mogelijkheid om de finale te spelen. Bij elk goed antwoord mag een kandidaat, indien mogelijk, van plaats wisselen ('switchen') met een of meerdere beter geplaatste tegenkandidaten. Zo kan hij opschuiven in de rangschikking, richting de eerste plek.
Het programma telt drie ronden. Ronde 1 bestaat uit twee thema's, die elk beginnen met een themapuzzel. Daarbij moeten de kandidaten op zoek naar het onderwerp, door een woord te vormen van door elkaar gehusselde letters. Daarna volgen vijf vragen over het onderwerp in kwestie. Wanneer een kandidaat een juist antwoord geeft, mag hij één plaats opschuiven. Na ronde 1 valt de laagst geklasseerde speler af. Die mag de volgende dag wel terugkomen, om opnieuw een gooi te doen naar het prijzengeld. Ronde 2 verloopt volgens hetzelfde stramien als ronde 1, maar elk thema telt slechts vier vragen en bij een goed antwoord mag de kandidaat twee plaatsen opschuiven richting de koppositie.
Ronde 3 start eveneens met een themapuzzel. Diegene die het thema als eerste raadt, schuift op naar de eerste plaats. Vervolgens nemen de drie overblijvende kandidaten het tegen elkaar op in onderlinge duels (de eerste versus de tweede en de tweede versus de derde in de rangschikking). De persoon die na zes vragen eerste staat, mag de finale spelen.
In de finale moet de speler in een minuut tijd van plaats 5 naar plaats 1 gaan. Bij een goed antwoord mag de kandidaat een plaats vooruit gaan; bij een fout antwoord valt hij terug naar de vijfde plek en moet hij dus opnieuw beginnen. Als de kandidaat erin slaagt achtereenvolgens vier juiste antwoorden te geven binnen de minuut en dus op plaats 1 komt, wint hij 1.000 euro (of meer, afhankelijk van de resultaten van de dagen ervoor). Als de kandidaat niet in de opzet slaagt, wordt 1.000 euro toegevoegd aan de prijzenpot van de volgende aflevering.

### BV-versie
Sinds de eindejaarsperiode van 2021-2022 loopt er elk eindejaar een BV-versie van het programma. Daarin wordt gespeeld voor De Warmste Week en Kom op tegen Kanker.

## App
In 2017 werd een app gereleased, de Switch Game, waarmee men tegen vrienden of tegen willekeurige mensen online een licht aangepaste versie van de tv-quiz kon spelen. Er waren ook echte prijzen te winnen. In maart 2021 werd de app stopgezet.

## Trivia
- In 2019 nam wielrenner Joost Vanmeerhaeghe deel aan het programma.